# Hieracium burnatii
Hieracium burnatii là một loài thực vật có hoa trong họ Cúc. Loài này được Burnat & Gremli mô tả khoa học đầu tiên năm 1883.